# Droit du travail en France
 (septembre 2020).
Si vous disposez d'ouvrages ou d'articles de référence ou si vous connaissez des sites web de qualité traitant du thème abordé ici, merci de compléter l'article en donnant les références utiles à sa vérifiabilité et en les liant à la section « Notes et références ».
 (mai 2019).
Ne doit pas confondu avec le droit au travail en France.
Le droit du travail est une branche du droit social qui régit les relations entre les employeurs et les salariés sous la forme du contrat de travail. En France, ces relations sont caractérisées par l'existence d'un lien de subordination juridique des salariés à leurs employeurs. Dès lors, le droit du travail a pour objet d'encadrer cette subordination et de limiter le déséquilibre entre les parties au contrat de travail. Les règles du droit du travail ne s'appliquent pas aux agents titulaires et contractuels de droit public, et aux travailleurs indépendants.
Le droit du travail comporte certains enjeux politiques, économiques et sociaux. En déterminant les conditions d'emploi actuelles des salariés, le droit du travail exerce une influence sur le marché du travail présent et à venir. Il exerce également une influence sur la compétitivité économique des entreprises et de l'économie nationale. Le problème d'une réforme du droit du travail, de son éventualité et de ses modalités suscite de nombreux débats.

## Définition

### Contenu
Il est possible de définir le droit du travail (« français ») comme « l'ensemble des règles juridiques applicables aux relations individuelles et collectives qui naissent entre les employeurs privés et ceux qui travaillent sous leur autorité moyennant une rémunération appelée salaire ».
Le droit du travail ne s’applique qu’aux salariés du secteur privé. Ce sont ceux qui perçoivent un salaire dans le cadre de l'exécution d'un contrat de travail. Ils se placent sous la subordination du chef d'entreprise qui acquiert le droit de donner des ordres, d'en contrôler l'exécution et de sanctionner disciplinairement les manquements.
Sont donc exclus du droit du travail subordonné :
- les artisans, commerçants, professions libérales et autres travailleurs indépendants ;
- les fonctionnaires, statutaires ou contractuels de droit public (couverts par un statut de droit public).

### Identification
Le droit du travail est parfois improprement nommé droit social. Cette seconde discipline est toutefois plus large, puisqu'elle englobe également le droit de la protection sociale.
Mais le droit du travail au sens propre est le droit du travail subordonné qui règle les rapports des salariés avec leurs employeurs sous l'autorité duquel ils accomplissent un travail en l'échange d'un salaire.

## Histoire

### Avant la Révolution française
Avant la Révolution française, la réglementation du travail était structurée d'une manière très différente d'aujourd'hui. Cette réglementation était définie dans chaque ville par métier, par des communautés de métier que l'on a appelées à la fin de l'Ancien Régime des « corporations ». La réglementation portait non seulement sur l'organisation du travail, mais aussi sur la production (normes, qualité, etc.) et la commercialisation des produits. Le Livre des métiers rédigé en 1268 par Étienne Boileau, prévôt de Paris à la fin du règne de saint Louis, en est une illustration marquante.

### Révolution française
Par suite d'abus dans le système corporatif de l'Ancien Régime, le principe d'égalité devant la loi a été proclamé à la Révolution française :
« La Loi est l'expression de la volonté générale. Tous les Citoyens ont droit de concourir personnellement, ou par leurs représentants, à sa formation. Elle doit être la même pour tous, soit qu'elle protège, soit qu'elle punisse. » (article 6 de la déclaration de 1789)
Ce principe découle des théories du contrat social, et plus particulièrement du Contrat social de Jean-Jacques Rousseau. Les corporations ont été supprimées par le décret d'Allarde des 2 et 17 mars 1791, confirmé par la loi Le Chapelier du 14 juin 1791, qui interdisait en outre les rassemblements ouvriers et paysans.

### Après la Révolution française
Il en a résulté que le droit du travail, au sens contemporain du terme, s'est formé à la fin du XIXe siècle, après l'autorisation des syndicats par la loi Waldeck-Rousseau en 1884. Le XIXe siècle a en effet vu l'apparition, avec la révolution industrielle, d'une nouvelle classe sociale, les ouvriers, issus de la paysannerie.
À partir des années 1830, des enquêtes et des pétitions commencent à alerter sur le sort des enfants-ouvriers. En 1840, la publication de l'ouvrage de Louis René Villermé, Tableau physique et moral des ouvriers employés dans les manufactures de coton, de laine et de soie, a un fort retentissement. Son enquête décrit la « misère de l'enfant de 5 ans à 5 sous par jour pour quinze heures de travail. (…) Nourris d'un morceau de pain, ajoutant à l'exténuation du travail celle de la longue étape matin et soir, ils vivaient en pénurie de sommeil, de nourriture, d'habits. Affamés, transis, épuisés, battus (…) ils mourraient vite. Les pays d’industrie textile se plaignaient d'en manquer.
D'après lui, la future loi (la première loi du travail est adoptée le 22 mars 1841, ) « devrait concilier des intérêts opposés, celui des fabricants, celui des ouvriers et de ne pas trop accorder à l'un de peur de nuire à l'autre. C'est en rendant obligatoire l'assiduité des enfants à l'école que l'on peut le mieux résoudre le problème difficile de limiter leur emploi dans les manufactures jusqu'à un certain âge. » Les autorités ne s'opposent pas au principe même du travail des enfants. Il s’agit de le réguler : de fixer à huit ans l’âge de l’embauche, de limiter à huit heures par jour le travail des enfants âgés de huit à douze ans et à douze heures pour ceux âgés de douze à seize ans, de rendre obligatoire la scolarisation jusqu’à l’âge de douze ans, de mieux préserver la croissance et la santé des plus jeunes afin de préserver la reproduction d’une force de travail. Pourtant, la loi ne sera pas appliquée. Les inspecteurs manufacturiers, patrons établis, ne pouvaient sévir qu'en s'attirant des inimitiés préjudiciables à leur chiffre d'affaires. Il faudra attendre 1874, en réalité, pour voir naître une « véritable » première législation en matière de droit contrôlée par un corps d'inspection étatique.
En parallèle, le Second Empire abolit le délit de coalition en 1864 tout en créant une nouvelle infraction qui est celle d'entrave à la liberté du travail, le droit de grève ne sera reconnu qu'en 1946. Les associations demeurent interdites (interdiction issue de la loi Le Chapelier des 14 et 17 juin 1791). En 1868, une loi intervient pour tolérer les chambres syndicales avant que la loi Waldeck-Rousseau du 21 mars 1884 ne légalise les syndicats (proclamation de la liberté syndicale : liberté de constituer et liberté d'adhérer).

## Les sources du droit du travail
Les normes du droit du travail français sont issues de sources internationales, nationales et professionnelles. La coexistence de ces différentes sources suppose une articulation particulière des normes, dont l'application peut varier selon les conditions d'emploi des salariés.
Les sources internationales comprennent en premier lieu les conventions de l'Organisation internationale du travail ratifiées par la France. Elles comprennent également les conventions du Conseil de l'Europe, à savoir la Convention européenne des droits de l'homme et la Charte sociale européenne, et la jurisprudence de la CEDH. Enfin, le droit du travail est composé des normes de droit communautaire, principalement issues des actes de droit dérivé unilatéral. Malgré l'existence de normes de politique sociale, la Cour de justice de l'Union européenne tend aujourd'hui à subordonner les droits sociaux aux libertés et droits économiques.
Le droit du travail relève, en droit national, des compétences législatives et réglementaires prévues aux articles 34 et 37 de la Constitution. Certaines de ces normes étatiques sont élaborées suivant une politique contractuelle de négociation avec les organisations syndicales et patronales. Par ailleurs, la jurisprudence de la chambre sociale de la Cour de cassation, et dans une moindre mesure, celle du Conseil d'État, constituent une source d'importance variable du droit du travail.
Enfin, le droit du travail est composée des normes d'origine professionnelle, dont l'étendue et la force obligatoire est déterminée par les lois, et par les règles d'articulation des sources. Au niveau local, régional ou national, les conventions collectives régissent les relations de travail au sein d'une ou plusieurs catégories d'emploi. Les relations de travail individuelles sont en outre régies par les règles issues du contrat de travail, de l'usage et de l'engagement unilatéral, et du règlement intérieur.

### Sources internationales

#### L'Organisation internationale du travail
183 États souverains sont membres de cette organisation internationale qui existe depuis 1919.
Ses compétences et attributions sont diverses. En termes de sources juridiques, elle a pour vocation l'élaboration de conventions internationales ainsi que leur adoption. Elle a un pouvoir de sanction à l'égard des États membres qui se soustraient à ces règles et peut émettre des décisions ainsi que des recommandations.

#### LeConseil de l'Europe
(Ne pas confondre avec le Conseil de l'Union Européenne, car malgré son intitulé, cette institution n'est pas intégrée dans l'Union Européenne à proprement parler)
Sur le moyen de la Convention européenne de sauvegarde des Droits de l'Homme et des Libertés Fondamentales, cette institution forte de 47 États membres (pas seulement dans l'Union Européenne d'ailleurs, comme la Russie) énumère certains droits parmi lesquels les plus fondamentaux. (droits sociaux, liberté syndicale, etc.).

##### Lestraités internationaux
Ils peuvent être signés entre les États pour l'harmonisation des salariés ressortissants. Ils peuvent être bilatéraux ou multilatéraux.

### Sources européennes
Le droit de l'Union européenne est un ensemble de règles s'appliquant aux États membres de l'Union européenne.
Voici, préalablement, un tableau présentant les différents traités (à l'exclusion des traités antérieurs concernant le Benelux).
| Traité               | Date | Dispositions |
| -------------------- | ---- | --- |
| Traité de Rome       | 1957 | Amélioration des conditions de vie de travail et de main d'œuvre permettant une égalisation du progrès. Égalité de rémunération sans discrimination sexuelle. |
| Acte unique européen | 1986 | La Commission développe le dialogue social au niveau européen. Protection de la santé et de la sécurité des travailleurs.                                     |
| Traité de Maastricht | 1992 | Négociation collective au niveau communautaire européen. |
| Traité d'Amsterdam   | 1997 | Coordination des stratégies des États membres dans les domaines liés à l'emploi.                                                                              |
| Traité de Nice       | 2001 | |
| Traité de Lisbonne   | 2009 | Intégration de la charte des droits fondamentaux dans le droit européen avec valeur juridique contraignante.                                                  |

## Les institutions du droit du travail
L'application du droit du travail implique de nombreuses institutions aux rôles et aux compétences complémentaires. Certaines institutions sont spécifiques voire emblématiques du droit du travail (inspection et médecine du travail), d'autres sont des institutions ayant compétence générale dans le domaine du droit (tribunaux des ordres judiciaires et administratifs).
Les institutions administratives ont pour fonction de veiller à l'application des normes du droit du travail, et plus particulièrement d'assurer la protection effective des salariés travaillant dans une Entreprise ou autre. L'inspection du travail est une institution administrative déconcentrée dans les départements. Les membres de cette institution ont une compétence générale pour l'application du droit du travail, et une compétence spéciale en matière de santé et de sécurité au travail. La médecine du travail est une institution ayant vocation à prévenir les pathologies induites par le travail, à savoir les accidents du travail et les maladies professionnelles.
Les juridictions de l'ordre judiciaire sont compétentes pour appliquer les normes du droit du travail dans les litiges entre les employeurs et leurs salariés. À cet effet, le Conseil des prud'hommes est une juridiction de première instance, composée de juges salariés et employeurs, chargée de trancher les litiges nés de l'exécution du contrat de travail. De même, le tribunal judiciaire est une juridiction de première instance, compétente en matière de litiges collectifs du droit du travail. Enfin, les juridictions de l'ordre administratif sont compétentes pour apprécier la légalité des normes réglementaires, et des décisions des institutions administratives du droit du travail.
Les syndicats de salariés et leurs représentants exercent des fonctions de défense des intérêts individuels collectifs et de revendication professionnelle à de multiples échelles. Les confédérations syndicales représentatives sont chargées de négocier les accords nationaux et interprofessionnels, et les conventions collectives de branche. Au niveau de l'entreprise et de ses établissements, les délégués syndicaux et les représentants de la section syndicale sont des salariés, membres d'une organisation syndicale, ayant le monopole de la revendication et de la négociation. Ces représentants syndicaux sont également chargés de défendre et de représenter les salariés dans les contentieux du droit du travail.

## Les principaux enjeux du droit du travail

### Les seuils d'effectif
Selon l'effectif d'une entreprise, on peut savoir quelles sont les modalités du code du travail qui s'y appliquent. Ce sont les articles L1111-2 et L1111-3 du code du Travail qui définissent les règles de décompte des effectifs. Elles sont importantes car elles permettent de se prévaloir de droits spécifiques dans le cadre du droit du travail qui, lui, est très global. Les titulaires d'un CAE, d'un CIE, les apprentis, et les salariés titulaires un contrat de professionnalisation ne sont pas comptabilisés à proprement parler dans l'effectif. En revanche, on les prend en compte, bien sûr, pour la tarification des risques d'accidents et des maladies professionnelles.
En fonction des seuils d'effectif, les employeurs ont certaines obligations, qui découlent des dispositions du code du travail, qui se cumulent toujours avec celles du seuil précédent :

#### Entreprises de plus de 10 salariés
À partir de ce seuil, l'entreprise aura pour obligation de procéder aux élections professionnelles pour la mise en place du Comité social et économique (CSE). À partir de 10 salariés, l'entreprise doit participer au financement de la formation professionnelle en fonction de la masse salariale.

#### Entreprises de plus de 20 salariés
L'entreprise a l'obligation d'avoir un règlement intérieur (seuil porté de 20 à 50 salariés depuis le 1er janvier 2020), d'appliquer le principe de repos compensateur. Elle doit respecter l'obligation d'emploi de 6 % de travailleurs handicapés. Sinon, elle est en infraction.

#### Entreprises de plus de 25 salariés
L'employeur a l'obligation de mettre en place un local de restauration.

#### Entreprises de plus de 50 salariés
Passé ce seuil, l'entreprise se voit cumuler avec les obligations mentionnées ci-dessus un nombre important d'obligations supplémentaires. C'est un seuil déterminant, celui des entreprises supérieures à 50 salariés. L'entreprise doit organiser les élections du Comité social et économique ayant une commission dédiée à l’Hygiène, la Sécurité et les Conditions de Travail. Des représentants de proximité doivent être nommés en son sein. Une section syndicale peut être constituée et un délégué syndical peut être nommé si des syndicats sont présents dans l'entreprise. La négociation annuelle devient obligatoire dans les entreprises comportant un délégué syndical.L'entreprise doit mettre en place un système de participation et d'intéressement. En cas de projet de licenciement économique collectif de plus de 10 salariés sur 30 jours, il est obligatoire de mettre en place un plan de sauvegarde de l’emploi. L'élaboration d’une déclaration mensuelle des mouvements de personnel de l'entreprise doit être faite pour la Dares.

#### Entreprises de plus de 150 salariés
Le CSE doit être réuni une fois par mois.

#### Entreprises de plus de 200 salariés
Si son activité concerne le secteur industriel, l'entreprise doit avoir une infirmerie avec un infirmier ou une infirmière. Elle doit également fournir un local pour les sections syndicales. Son CSE devra intégrer une commission de la formation professionnelle et d'une commission de l'égalité professionnelle. Les représentants des salariés ont accès à la base de données économiques et sociales.

#### Entreprises de plus de 300 salariés
S'ajoute l'obligation de dresser un bilan social annuel sous peine de délit d'entrave (c'est l'obligation la plus contraignante passée ce seuil). Les modalités d'information et de consultation du comité d'entreprise sont négociées tous les trois ans. Dans ce cadre, c'est le comité d'entreprise qui a des obligations : il doit fournir des informations sur la productivité et la production de l'entreprise dans un rapport annuel et communiquer des documents prévisionnels de gestion/information tous les trois mois. Une commission d'information et d'aide au logement intègre le comité d'entreprise. La gestion prévisionnelle des emplois aussi doit répondre à un délai triennal.

#### Entreprises de plus de 500 salariés
Les entreprises ont l'obligation de dédier un local médical avec la présence d'un infirmier ou d'une infirmière, et ce, même pour les entreprises qui ne font pas partie du secteur industriel pour lesquels cette disposition est obligatoire une fois passé le seuil de 200 salariés. Il y a un délégué syndical supplémentaire. Un service social devient obligatoire pour la majeure partie des secteurs d'activité.

#### Entreprises de plus de1 000 salariés
Dans les locaux médicaux, on passe d'un à deux infirmiers (ou infirmières) obligatoires. La mise en place d’une commission économique au sein du CSE est obligatoire. Un congé de reclassement est proposé au salarié licencié pour motif économique, sauf en cas de redressement ou de liquidation judiciaire. Une salle de repos doit être mise en place. Un local syndical particulier par section doit être créé pour chaque syndicat représentatif.

#### Entreprises de plus de2 000 salariés
Un (e) troisième infirmier(e) (quatrième pour les industries) est obligatoire pour chaque établissement et, pour chaque établissement de plus de 50 salariés, un délégué central syndical d'entreprise doit être prévu.

### La flexibilité du travail
La flexibilité du travail en général correspond à la capacité de l’entreprise à adapter sa main d’œuvre à ses besoins. On distingue généralement 4 formes de flexibilités : La flexibilité quantitative, externe, variant la quantité de travail utilisée ou interne, adaptant le volume de travail sans faire varier le nombre de salariés mais en modulant le nombre d’heures travaillées. La flexibilité qualitative consiste à rendre le salarié plus polyvalent dans ses tâches. La flexibilité salariale permet d’adapter le salaire à la situation financière de l’entreprise et à la productivité individuelle. Enfin, l'externalisation déplace vers une autre entité, en France ou à l'étranger, la question de la gestion de la main d’œuvre.
Certaines formes de flexibilité sont critiquées pour leurs effets négatifs à l'égard des salariés,,.
En droit du travail, la flexibilité a des conséquences sur :

#### L'assouplissement des formes de contrats, de la rupture du contrat de travail et les modes alternatifs de rupture
Elle correspond à la flexibilité quantitative externe.
- Formes de contrat

Le contrat de travail de droit commun est défini par la loi comme étant le contrat à durée indéterminée à temps complet. Il garantit au salarié d'être employé jusqu'à ce qu'il décide lui-même de démissionner ou de prendre acte de la rupture de son contrat de travail, que l'employeur le licencie, pour une cause réelle et sérieuse, ou qu'ils décident mutuellement de conclure une rupture conventionnelle. Plus rarement, le juge prud'homal peut procéder à une rupture du contrat de travail. Le contrat peut être écrit ou oral. L'employeur ne peut pas se séparer du salarié en dehors de ces cas.
La mise en place de contrats à durée déterminée crée un engagement à l'égard du salarié pour un temps déterminé à l'avance (par exemple, un contrat conclu pour une augmentation de l'activité saisonnière) ou, dont un évènement détermine le terme (par exemple, un CDD pour remplacement de congé parental qui prend fin à l'expiration du congé du salarié remplacé). Ces contrats, obligatoirement écrits, ont été introduits par la loi nº79-11 du 3 janvier 1979 et la forme actuelle générale du CDD date de 1990. Dans cette catégorie, on peut citer les contrats saisonniers, tels que le contrat vendanges ou le contrat pour remplacer un salarié malade ou en congé maternité.
On peut également citer le contrat d'intérim qui permet de recourir à une agence d'intérim, qui procède à l'embauche du salarié pour un temps parfois très court, sans avoir à se soumettre aux obligations liées à l'embauche d'un salarié (déclaration préalable à l'embauche, décompte des effectifs, rupture du contrat, etc.). Le salarié de l'entreprise de travail temporaire est alors mis à disposition de l'entreprise utilisatrice.
Le contrat de chantier est un contrat à durée indéterminée dont la fin du chantier ou de l'opération qui le justifie peut constituer un motif de licenciement si l'employeur ne peut affecter le salarié à un autre chantier.
L'employeur ne peut pas recourir aux contrats autres que le CDI en dehors de cas définis par la loi. Ces contrats sont considérés comme précaires, une indemnité est prévue pour le salarié qui en bénéficie.
- Ruptures du contrat

La rupture du CDD est définie par avance par son terme. Elle peut également survenir dans les cas définis par la loi : commun accord, embauche du salarié en CDI, force majeure, faute grave.
La rupture du CDI a été assouplie au fil du temps. Depuis 1945, le licenciement devait faire l'objet d'une autorisation administrative supprimée en 1986. Les motifs de licenciement économique ont également été assouplis au fil du temps pour permettre aux entreprises de faire face, non seulement à des difficultés économiques, mais aussi à des mutations technologiques ou pour sauvegarder sa compétitivité,.
La rupture conventionnelle, conclue d'un commun accord entre l'employeur et le salarié, introduite par la loi portant modernisation du marché du travail du 25 juin 2008 permet au salarié de bénéficier de l'indemnisation chômage de Pôle emploi, contrairement à la rupture amiable préexistante. De ce fait, elle a bénéficié d'un succès très important même si les abus qui en découlent sont dénoncés, notamment le risque de contournement du licenciement économique.

#### L'assouplissement de la durée du travail et les formes de modulation
Elle correspond à la flexibilité quantitative interne.

##### La polyvalence
Elle correspond à la flexibilité qualitative interne.

#### L'assouplissement des conditions salariales
La flexibilité salariale possibilité d’adapter le salaire à la situation financière de l’entreprise et à la productivité individuelle. En France, cela correspond à l’allègement des charges sur les bas salaires ou des groupes spécifiques.

### Les relations collectives du travail
Ces droits sont décrits dans la partie législative du Code du travail  (Articles L2111-1 à L2632-2).

### La sécurité au travail
Le droit du travail a également défini très tôt la responsabilité civile du commettant (l'employeur) lorsque le commis (l'employé) causait un accident : l'employeur s'enrichissant du travail des employés, c'est logiquement à lui d'assumer le risque relatif à ce travail.
La jurisprudence interne impose à l'employeur une obligation de sécurité de résultat. Il s'agit d'une responsabilité sans faute : il ne peut s'exonérer en démontrant ne pas avoir commis de faute.

#### Les risques sanitaires

##### La sécurité des conditions de travail
La loi française protège le droit d'un travailleur de siéger en déclarant, « Un siège approprié est mis à la disposition de chaque travailleur à son poste de travail ou à proximité de celui-ci ».

##### Les accidents du travail et les maladies professionnelles
En cas d'accident de travail non responsable, ou de l'apparition de maladies dues à ses conditions de travail, risquant de laisser des séquelles physiques ou nécessitant des soins plus ou moins coûteux chez le salarié, celui-ci doit pouvoir être indemnisé par son employeur[réf. nécessaire] qui prendra en charge tous les soins dont il a besoin.

### L'usage de la langue française
L'usage de la langue française est notamment régi par les dispositions de
- la loi no 94-665 du 4 août 1994 relative à l'emploi de la langue française[19] et par
- le décret no 95-240 du 3 mars 1995[20].

L'article 3 de ce décret dispose en particulier :
« Le fait de ne pas mettre à la disposition d’un salarié une version en langue française d’un document comportant des obligations à l’égard de ce salarié ou des dispositions dont la connaissance est nécessaire à celui-ci pour l’exécution de son travail est puni de la peine d’amende prévue pour les contraventions de la 4e classe »
Cette disposition, prévue dans l'ancien Code du travail à l'article L.122-39-1, est désormais codifiée à l'article L1321-6.

## Les disciplines connexes au droit du travail

### Le droit des obligations
Le droit des obligations est la branche du droit civil qui régit la formation et l'exécution des contrats. Les dispositions du Code civil s'appliquent aux contrats de travail. En effet, l’article L121-1 du Code du travail précise que le contrat de travail est soumis aux règles du droit commun. La validité du contrat de travail est donc soumise à des conditions de fond et des conditions de forme.
Concernant les conditions de fond, le contrat de travail est subordonné à l’article 1108 du Code civil qui énumère quatre conditions indispensables à la validité de tout contrat et donc du contrat de travail. L’absence de ces conditions est sanctionnée par la nullité. Le contrat nul cessera de produire effet mais n’entraîne pas l’anéantissement rétroactif du contrat qui est à exécution successive. Dès lors, le salarié conserve le droit à ses salaires et même aux salaires impayés sauf application éventuelle de la règle nemo auditur.
- Première condition : le consentement. Le contrat de travail est un contrat consensuel qui se forme par l’échange des consentements. Le contrat de travail ne doit pas être fondé sur un consentement vicié par l’erreur, le dol ou la violence. Ces vices sont susceptibles d’affecter la validité du contrat du fait de son caractère intuitu personae du moins à l’égard de l’employeur. Il s’agit de dissimulation ou d’omission du salarié lors de la conclusion du contrat. Généralement, les juges refusent à l’employeur le droit de se prévaloir d’une erreur ou d’un dol lié à une qualité du salarié qui en réalité s’est avérée sans incidence sur sa capacité à exécuter la prestation de travail.
- Deuxième condition : La capacité. Les règles de capacité de droit commun s’appliquent : en particulier, les mineurs non émancipés ne peuvent s’engager seul à un service et doivent obtenir l’autorisation expresse ou tacite de leur représentant légal. Les majeurs sous tutelle doivent être représentés, mais le juge peut autoriser la conclusion de certains actes dont le contrat de travail à l’incapable seul ou assisté de son tuteur.
- Troisième condition : L’objet du contrat de travail doit exister. Selon une analyse classique, l’objet de l’obligation de l’employeur est la rémunération et l’objet de l’obligation pour le salarié est l’activité promise.
- Quatrième condition : la cause. Conformément au droit commun, seule la cause déterminante est retenue. Les simples mobiles ne sont pas un motif d'annulation du contrat. L’objet et la cause ne doivent être ni immoraux, ni illicite. Les causes illicites sont rarement retenues. Ainsi les exemples classiques fournis par la jurisprudence sont l'annulation d’un contrat de travail pour le maintien de relations adultères ou l'annulation du contrat d’une femme de chambre employée dans une maison de tolérance.

Concernant les règles de forme, la conclusion du contrat de travail est marquée par une absence de formalisme. C’est ce qui se dégage de l’article L121-1 du Code du travail qu’il peut être constaté dans les formes qu’il convient aux parties contractantes d’adopter. On admet aussi bien un écrit (y compris électronique) ou un contrat verbal.
Toutefois, le Code du travail aménage . Ainsi, les règles du droit du travail reconnaissent et aménagent le déséquilibre entre l'employeur et le salarié, alors que le droit civil consacre l'égalité des parties. Par ailleurs, le Code du travail reconnaît la portée obligatoire des conventions collectives pour les employeurs non signataires, en contradiction avec la règle de portée relative des contrats prévue par l'article 1165 du Code civil.

### Le droit pénal du travail
De nombreuses dispositions du code du travail sont assorties de textes de pénalités. Les infractions au droit du travail sont des délits et des contraventions. Il n'y a pas de crimes en droit du travail français, mais certains faits peuvent donner lieu à une qualification criminelle au titre du code pénal. Les textes de pénalité prévoient des peines d'amende et/ou des peines d'emprisonnement et parfois des peines complémentaires.

#### Rôle de l'inspection du travail
L'inspection du travail est chargée de constater les infractions au droit du travail. Les services de police et de gendarmerie ont également cette compétence. Les agents de contrôle de l'inspection du travail décident des suites qu'ils donnent à leurs constats, conformément à la Convention no 81 de l'Organisation internationale du travail sur l'inspection du travail du 11 juillet 1947.
L'agent peut décider de rédiger un procès-verbal à l'encontre de l'employeur, qu'il transmet au procureur de la République. L'établissement d'un procès-verbal est soumis au respect de règles de procédure qui portent sur :
- L'audition des personnes soupçonnées. La possibilité d'auditionner un individu est ouverte par l'article L.8271-6-1 du code du travail[27]. Depuis la loi n°2016-731 du 3 juin 2016[28], lorsque l'agent de contrôle choisit d'auditionner une personne soupçonnée d'avoir enfreint une disposition du droit du travail, l'audition doit être conforme aux exigences des articles 28 et 61-1 du code de procédure pénale.
- L'information des personnes visées au procès-verbal. Avant transmission de la procédure au parquet, l'agent doit informer la personne des faits susceptibles de constituer une infraction pénale ainsi que des sanctions encourues, en application de l'article L.8113-7 du code du travail[29].

Plus rarement, certaines infractions peuvent donner lieu à des signalements au procureur au titre de l'article 40 du code de procédure pénale.
Certaines infractions ne doivent pas être relevées directement par voie de procès-verbal mais font l'objet d'une mise en demeure préalable, sauf en cas de situation de danger grave et imminent. C'est le cas pour certains manquements aux règles d'hygiène et de sécurité au travail et notamment en matière d'utilisation des lieux de travail. L'article R.4721-5 du code du travail définit les prescriptions visées par cette procédure préalable ainsi que les délais minimum d'exécution.
Selon le rapport sur l'inspection du travail en France en 2013, 6374 procédures pénales ont été engagées en 2013, en baisse par rapport aux années précédentes (7624 en 2012 et 8345 en 2011).

## Les critiques du droit du travail français
Depuis l'augmentation significative du nombre de pages dans le code du travail, le droit du travail fait l'objet de nombreuses critiques et de nombreux rapports formulant chacun de nombreuses propositions pour tenter de pallier ses défauts. Ces critiques s'inscrivent dans un processus plus large reconnu par le Conseil constitutionnel qui dans une décision de 1999 à créer un nouvel objectif de valeur constitutionnelle : l’accessibilité et l’intelligibilité de la loi. Ainsi en janvier 2004, Michel de Virville remettait un rapport au ministre des affaires sociales en vue d'améliorer l'efficacité du code du travail. En janvier 2010, Jacques Barthelemy et Gilbert Cette remettaient un rapport au conseil d'analyse économique en faveur d'une refondation du droit social. En février 2010, Xavier Darcos demandait à Franck Mougin, DRH de Vinci, de remettre un rapport sur la simplification du droit du travail.

### Éléments bibliographiques

#### Ouvrages généraux

##### Manuels
- Gilles Auzero et Emmanuel Dockès, Droit du travail 2014, Paris, Dalloz, coll. « Précis », 2013, 28e éd., 1568 p. (ISBN 978-2-247-13009-2)
- Michèle Bonnechère, Le droit du travail, Paris, La Découverte, coll. « Repères », juillet 2008, 121 p. (ISBN 978-2-7071-5485-9, présentation en ligne)
- Alain Cœuret, Bernard Gauriau et Michel Miné, Droit du travail, Paris, Sirey, coll. « Université », 2013, 3e éd., 816 p. (ISBN 978-2-247-13043-6)
- Antoine Christau, Droit du travail 2013-2014, Paris, Hachette Supérieur, coll. « HU Droit », 2013, 10e éd., 255 p. (ISBN 978-2-01-140128-1)
- François Gaudu et Raymonde Vatinet, Droit du travail, Paris, Dalloz, coll. « Cours », 2013, 5e éd., 480 p. (ISBN 978-2-247-12955-3)
- Brigitte Hess-Fallon, Anne-Marie Simon et Sandrine Maillard, Droit du travail, Paris, Sirey, coll. « Aide-mémoire », 2013, 23e éd., 400 p. (ISBN 978-2-247-11630-0)
- Jacques Le Goff, Droit du travail et société, vol. Tome I : Les relations individuelles de travail, Rennes, Presses universitaires de Rennes, 2001, 1015 p., broché (ISBN 978-2-86847-551-0, présentation en ligne)
- Michel Miné et Daniel Marchand, Le droit du travail en pratique, Paris, Eyrolles, coll. « Références », 2014, 26e éd., 703 p. (ISBN 978-2-212-55578-3)
- Michel Miné et Dominique Roux-Rossi, Le droit social international et européen en pratique, Paris, Eyrolles, coll. « Références », 2013, 2e éd., 301 p. (ISBN 978-2-212-55579-0, lire en ligne)
- Elsa Peskine et Cyril Wolmark, Droit du travail 2014, Paris, Dalloz, coll. « HyperCours », 2013, 8e éd., 720 p. (ISBN 978-2-247-13026-9)
- Jean-Emmanuel Ray, Droit du travail, droit vivant 2013/2014, Paris, Éditions Liaisons, 2013, 22e éd., 714 p. (ISBN 978-2-87880-966-4)
- Alain Supiot, Le droit du travail, Paris, PUF, coll. « Que sais je ? », 2011, 5e éd., 128 p. (ISBN 978-2-13-059020-0, lire en ligne)

##### Recueils de jurisprudence
- Jean Pélissier, Antoine Lyon-Caen, Antoine Jeammaud, Emmanuel Dockès (préf. Gérard Lyon-Caen), Les grands arrêts du droit du travail, Paris, 4e, coll. « Grands arrêts », juillet 2008, 970 p., broché (ISBN 978-2-247-07783-0, présentation en ligne)

##### Histoire du droit du travail
- Gérard Aubin et Jacques Bouveresse, Introduction historique au droit du travail, Paris, Presses universitaires de France, coll. « Droit fondamental, droit social », 1995, 318 p., broché (ISBN 2-13-047095-5)
- Jacques Le Goff (préf. Philippe Waquet), Du silence à la parole, Une histoire du droit du travail des années 1830 à nos jours, Rennes, Presses universitaires de Rennes, coll. « L'univers des normes », 2004 (réimpr. 2006), 621 p., broché (ISBN 2-86847-943-X, présentation en ligne)
- Alain Supiot, Critique du droit du travail, Paris, Presses universitaires de France, coll. « Quadrige. Essais, débats », 2007, 280 p. (ISBN 978-2-13-055975-7)

##### Mélanges
- Michel Despax (préf. Bernard Belloc et Albert Arseguel), Mélanges dédiés au Président Michel Despax, Toulouse, Presses de l'université de sciences sociales, 2001, 552 p. (ISBN 2-909628-70-1, lire en ligne)
- Gérard Lyon-Caen, Les Transformations du droit du travail : études offertes à Gérard Lyon-Caen, Dalloz, 1989, 489 p., broché (ISBN 2-247-01055-5)
- Jean Pélissier, Analyse juridique et valeurs en droit social : mélanges en l'honneur de Jean Pélissier, Paris, Dalloz, 2004, 631 p. (ISBN 2-247-05976-7)

#### Ouvrages thématiques
- Patrice Adam, L'individualisation du droit du travail - Essai sur la réhabilitation juridique du salarié-individu, 2005, Bibl. de droit social no 39, LGDJ
- Florence Canut, L'ordre public en droit du travail, Bibl. Institut André Tunc t. no 14, LGDJ, 2007
- Manuela Grévy, La sanction civile en droit du travail, Bibl. de droit social no 36, LGDJ, 2002
- Mireille Poirier, Dictionnaire du procès prud'homal, Ellipses, 2007
- Philippe Waquet, L'entreprise et les libertés du salarié, Liaisons, 2003
- Pierre Rodière, Traité de droit social de l'Union européenne, LGDJ, 3e ed., 2008
- Gérard Lyon-Caen (dir.), Le droit capitaliste du travail, PU Grenoble, Coll. Critique du droit, 1980
- Valérie Lacoste-Mary, Droit social international, Ellipses, 2007
- Pascal Lokiec, Contrat et pouvoir, Bibl. de droit privé t. no 408, LGDJ, 2004

#### Articles
Réflexions d'ordre général issues des principales revues spécialisées :
- Numéro spécial, Vers un nouveau droit social ?, avec notamment les articles de JJ. Dupeyroux, J. Barthélémy, A. Supiot, Revue Droit social, janvier 2003
- Numéro spécial, L’entreprise éclatée, actes du colloque du Syndicat des avocats de France (SAF), Le Droit Ouvrier 1981 p. 118
- Numéro spécial, Le rapport Supiot, Droit Social mai et juil-août 1999
- Numéro spécial, Les frontières de l'entreprise, Droit social mai 2001
- Numéro spécial, Liberté, égalité, fraternité et droit du travail, Droit Social 1990 p. 134
- Numéro spécial, Regards sur la contractualisation des relations de travail, actes du colloque organisé par l'IETL et l'AFDT à Lyon les 23 et 24 mai 1997, Le Droit ouvrier no 591-592 décembre 1997 p. 478
- Michèle Bonnechère, L'ordre public en droit du travail, Le Droit Ouvrier 1988 p. 171
- Gérard Couturier, Les techniques civilistes et le droit du travail, chronique d'humeur à partir de quelques idées reçues, Recueil Dalloz 1975 chron. 151 et 221
- Emmanuel Dockes, Le pouvoir dans les rapports de travail, Essor juridique d'une nuisance économique, Droit social 2004 p. 620 [lire en ligne]
- Emmanuel Dockes, Le stroboscope législatif, Droit social 2005 p. 835 [lire en ligne]
- Manuela Grévy, Réflexions autour de la sanction des droits fondamentaux en droit du travail, Le Droit Ouvrier no 692 mars 2006 p. 114 [lire en ligne]
- Michel Henry, Le droit du travail est-il une conquête de la classe ouvrière ?, Le Droit Ouvrier no 527 novembre 1992 p. 389
- Antoine Jeanmaud, Le droit du travail dans le capitalisme, question de fonctions et de fonctionnement, in A. Jeammaud (dir.), Le droit du travail confronté à l'économie, 2005, Dalloz, coll. Thèmes et commentaires, p. 15
- La santé au travail, Rapport annuel 2007 de la Cour de cassation [lire en ligne]
- Lénine, À propos des Conseils de prud'hommes, Droit social 1998 p. 57
- Gérard Lyon-Caen, À propos de quelques ouvrages de doctrine, Droit social 1979 p. 292
- Gérard Lyon-Caen, Du rôle des principes généraux du droit civil en droit du travail, Revue Trim. Dr Civ. 1974 p. 229
- Gérard Lyon-Caen, Les fondements historiques et rationnels du droit du travail, Le Droit Ouvrier 1951 p. 1 réédité in Le Droit Ouvrier no 667 février 2004 p. 49 [lire en ligne]
- Isabelle Meyrat, Droits fondamentaux et droit du travail : réflexions autour d'une problématique ambivalente, Le Droit Ouvrier no 648 juillet 2002 p. 343 [lire en ligne]
- Christophe Rade, L'ordre public social et la renonciation du salarié, Droit social 2002 p. 931
- Alain Supiot, La contractualisation de la société, intervention à l'Université de tous les savoirs, vol. 2, Odile Jacob, 2000 [lire en ligne]
- Alain Supiot, La fonction anthropologique du droit, Esprit, février 2001, p. 151
- Alain Supiot, La valeur de la parole donnée, Droit Social 2004 p. 541
- Alain Supiot, Les nouveaux visages de la subordination, Droit Social 2000 p. 131
- Alain Supiot, Revisiter les droits d'action collective, Droit Social 2001 p. 687
- Jean-Maurice Verdier, Liberté et travail. Problématique des droits de l'Homme et rôle du juge, recueil Dalloz 1988 chron. XI